# Walter Schreiber
Dr. Walter Paul Emil Schreiber (21. března 1893 – 5. září 1970) byl německý lékař, brigádní generál a válečný zločinec. Od roku 1933 byl členem nacistické strany.
Narodil se roku 1893 do rodiny poštovního inspektora. Vystudoval gymnázium a medicínu na univerzitě v Berlíně. Dobrovolně nastoupil do první světové války a působil jako vojenský lékař na západní frontě.
V letech 1942 až 1943 společně s Wolframem Sieversem řídil projekt nacistické SS, který zahrnoval testování psychochemických látek a zkoumání jejich působení na zajatce v koncentračních táborech Dachau a Ravensbrück. Přihlížel např. i vstřikování fenolu do těl vězňů za účelem zjištění, za jak dlouho umřou. Organizoval také práci dalších nacistických lékařů a vyplácel jim mzdu. Byl považován za německého odborníka na anthrax.
V roce 1945 byl zatčen Rudou armádou jako válečný zajatec a odvezen do Sovětského svazu. Ke konci Norimberského procesu se překvapivě objevil v Norimberku a svědčil jako svědek předvolaný žalobcem Romanem Ruděnkem. Roku 1948 začal pracovat jako lékař pro východoněmeckou policii a později téhož roku se objevil v západním Berlíně, kde byl zajat a vyslechnut americkou organizací Counterintelligence Corps. Za své zločiny byl odsouzen na šest let odnětí svobody, ale po necelých dvou letech byl osvobozen.
V rámci operace Paperclip byl roku 1951 převezen do Spojených států, jeho nacistická minulost byla zahlazena a v Texasu začal pracovat na letecké základně Randolph Air Force Base. V roce 1952 bylo v deníku New York Times uveřejněno Schreiberovo norimberské svědectví a tak vyšel najevo jeho podíl na experimentech s vězni. Kvůli tomu mu americká vláda (organizace Joint Intelligence Objectives Agency) zajistila let do Argentiny a tamější práci v epidemiologické laboratoři.